# Taung 1
A Taung 1 katalógusszámú lelet, közismert néven taungi gyermek a Dél-Afrikában talált fosszília, egy ősi hominida nem teljesen ép koponyája. Az Australopithecus africanus faj típuspéldánya, és mivel az A. africanus az Australopithecus nem típusfaja, a genus első ismert képviselője. A miocén piacenzai szakaszában élt.

## Felfedezése
A leleteket 1924-ben találták a Northern Lime Company dél-afrikai Taung melletti mészkőbányájában és ezek alapján Raymond Dart, a Witwatersrand-i Egyetemen dolgozó ausztrál anatómiaprofesszor 1925-ben a Nature-ben megjelent cikkében írta le és nevezte Australopithecus africanus-nak („afrikai déli majom”-nak). A leletek az arc és agykoponya részeiből, valamint az állkapocsból állnak. A „gyermek” elnevezést azért kapta, mert az állkapocsban tejfogak és egy zápfog volt. Feltárása nem volt szabályszerű, korát utólagosan 2,5 millió évre becsülik. A koponyát napjainkban (2006) a Maropeng látogatóközpontban állítják ki a Cradle of Humankind részeként.

## Jellegzetességei
Dart nagy jelentőséget tulajdonított a leleteknek, amelyen jóllehet számos majomszerű vonás található (mint például kis agy, előreugró arc), de Dart emberi jegyeket is felfedezni vélt, ezek: kisebb szemfogak, laposabb zápfogak és az öreglyuk helyzete (koponyalapi nyílás, amelyen az agy a gerincvelőhöz kapcsolódik), amely arra utalt, hogy a koponya gazdája valaha két lábon járt. Dart ezek alapján feltételezte, hogy az Australopithecus africanus az ember és az emberszabású majmok közötti közbenső fejlődési fokozatot képviselhette. Dart korának antropológusai nem ismerték fel a lelet fontosságát (a gyarmati időkben sokan fanyalogva fogadták azt a darwini sejtést, miszerint az emberi faj bölcsője Afrikában ringott), így mintegy negyed századra gyakorlatilag teljes feledésbe merült.

## Besorolása

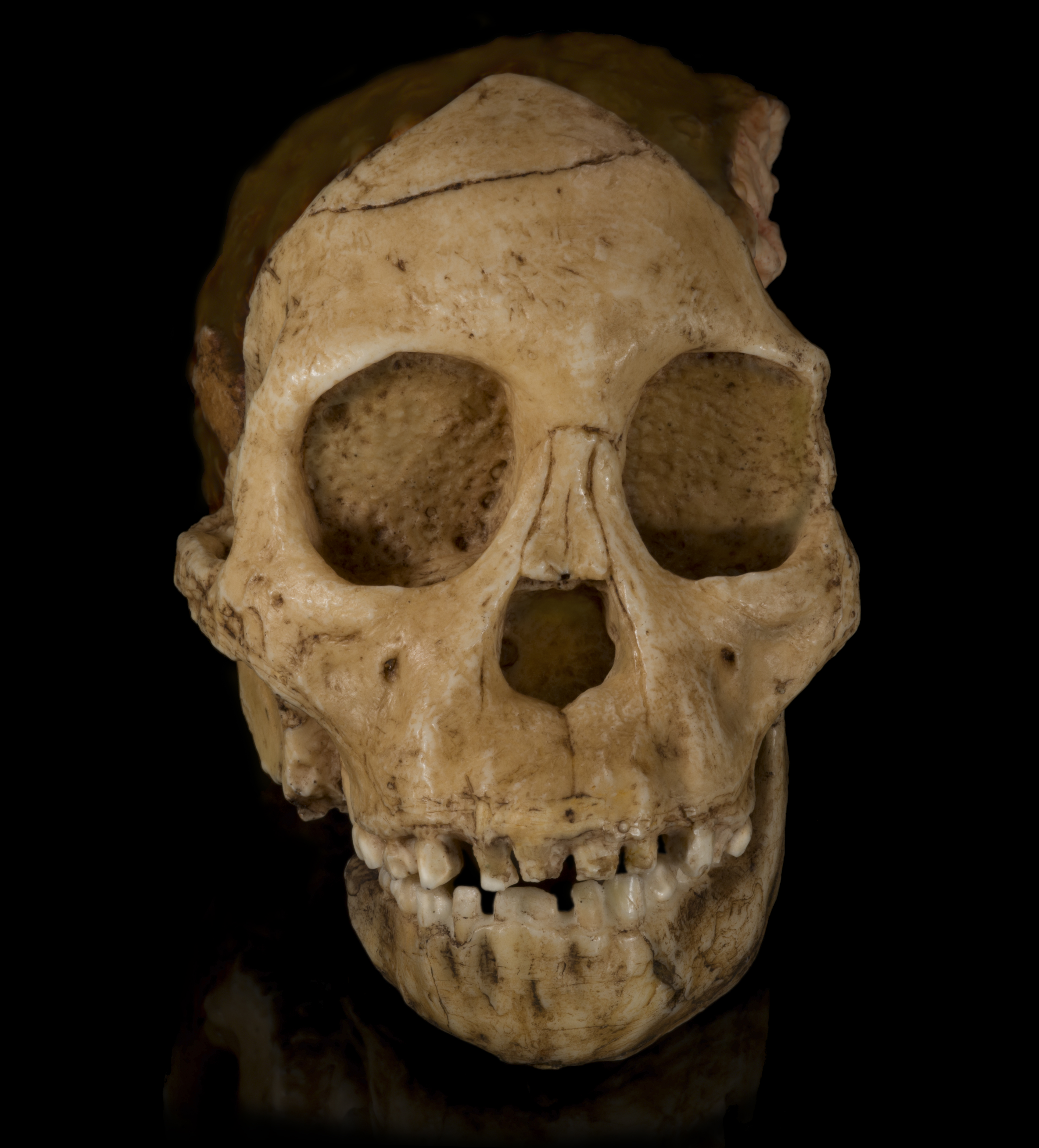
Australopithecus africanus, a Dél-Afrikában talált „taungi gyermek” koponyája

Az azóta megtalált leletek alapján a taungi gyermeket az Australopithecus africanus fajba sorolták. Ez a faj mintegy 3-2,5 millió évvel ezelőtt élt és egyesek feltételezik, hogy része lehetett az emberhez vezető leszármazási vonalnak. A faj hím és nőstény egyedei között nagy volt a nemi dimorfizmus (ivari kétalakúság): a hímek kb. 75 kg-os feltételezett testtömegükkel és kb. 140 cm-es magasságukkal mintegy kétszer akkorák lehettek, mint a nőstények. Ebből arra lehet következtetni, hogy nagyjából úgy élhettek, mint a mai szavannai páviánok, vagyis domináns hímek vezette családokban.
Agytérfogatuk kevéssel volt nagyobb, mint a mai csimpánzoké: 420–500 cm³ között változhatott. Feltehetően erdőkben éltek, de a fákon a mai csimpánzoknál esetlenebbül közlekedtek. Fogaikból ítélve keményebb és szárazabb növényi részekkel táplálkozhattak, mint a mai csimpánzok.

## A gyermek életkora halálának időpontjában
A taungi gyermek maradványainak további beható vizsgálata számos eredménnyel gazdagította az antropológiát. Sokat vitatkoztak rajta, hogy hány éves lehetett halála időpontjában. Ez azért fontos, mert általa képet kaphatunk fajának egyedfejlődési üteméről. Alan Mann amerikai antropológus az 1970-es évek elején 7 évesre becsülte a taungi gyermek korát halála időpontjában, mivel feltételezték, hogy az Australopithecus-fajok fejlődési üteme az emberhez hasonlóan lelassult a gyermekkorban. Ez a feltételezés aztán teljesen elfogadottá vált a szakmai körökben.
Az 1980-as években Holly Smith amerikai antropológus újra elkezdte vizsgálni az ősi és recens hominidák fejlődését. A hominidákat agytérfogatuk és első zápfoguk megjelenési időpontja alapján hasonlította össze. Például a modern embernél az első zápfog 6-7 éves korban bújik ki, az emberszabású majmoknál pedig valamivel 3 éves kor után. Smith ebből arra következtetett, hogy a taungi gyermek – és általában az Australopithecus-fajok – egyedfejlődési üteme még inkább az emberszabású majmokéra emlékeztetett.
Smith felvetései nagy vitákat kavartak. Christopher Dean és Tim Bromage angol antropológusok ezért más oldalról próbálták eldönteni a vitát. Módszerük lényege, hogy a fogakon kialakuló, a fák évgyűrűihez hasonló, mikroszkopikusan látható vonalakból határozzák meg a fog korát. Vizsgálataik megerősítették Smith felvetését: vagyis a taungi gyermek 3 éves kora után halt meg és az Australopithecus-fajok egyedfejlődése megfelelt a mai emberszabású majmokénak.

## Halálának oka
Lee Berger és Ron Clarke, a dél-afrikai Witwatersrand Egyetem kutatói szerint a taungi gyermek feltehetően egy sasszerű ragadozómadár prédájaként halhatott meg. Elgondolásukat a lelőhely közelében talált egyéb állatmaradványokra és a koponyán található sérülésekre alapozták. A feltételezett ragadozómadár a ma Dél-Afrikában élő koronás sashoz (Stephanoaetus coronatus) lehetett hasonló méretű. Sokáig azt hitték, hogy egy nagymacska áldozata lehetett, mivel úgy gondolták, hogy egy ragadozómadár nem bírhatta el a gyermek súlyát.